# Barenys
Barenys és un despoblat de Catalunya situat a l'actual terme de Salou, limitat en el seu temps, pel mar, Vilafortuny, el Mas de l'Abat, les Franqueses i Salou. El creua el Barranc de Mascalbó, que quan arriba aquí pren el nom de Barranc de Barenys.
El 1158, Ramon Berenguer IV i l'arquebisbe Bernat Tort donaven a Ramon de Ribes, senyor del Castell de Ribes, i a la seva muller Sibil·la, el terme de Barenys, perquè el repoblessin i el tinguessin en feu per l'església de Tarragona. El lloc tenia església pròpia el 1194. En el segle xii, entre 1233 i 1243 va patir els assalts de Pere dels Arcs, senyor dels Arcs, enfrontat amb el bisbe de Tarragona Pere d'Albalat per problemes de jurisdicció.
Barenys quedà despoblat a mitjans del segle xiv a causa del doble atac de les naus castellanes i sarraïnes. Els castellans van assaltar la població durant la guerra dels dos Peres, fet que no està completament documentat. Els sarraïns van devastar el territori diverses vegades, a causa de la facilitat que oferia el Golf de Sant Jordi pels seus atacs pirates, sense defenses naturals.
L'any 1391, per un acord entre el rei Joan el Caçador i l'arquebisbe Ènnec de Vallterra va quedar sota jurisdicció de la mitra tarragonina, ja que el rei, aclaparat pels deutes de guerra, va vendre les possessions que tenia la Corona al Camp de Tarragona. El terme de Barenys, i les dues Vila-seca van quedar sota l'administració eclesiàstica.
Barenys va sofrir el 1406 un atac i saqueig molt greu per part dels sarraïns, que despoblà el terme, en el fet conegut com Saqueig de Barenys. Encara, davant dels continuats atacs pirates dirigits per Khair ed-Din Barba-rossa contra Salou, es va construir el 1527 l'anomenada Torre de Barenys, però els pirates van seguir saquejant el territori fins a finals del segle xvi.
Al seu antic terme es va trobar l'antiga vil·la romana de Barenys.